# 宋丰绥
宋丰绥（？年—1778年），江蘇长洲人，清朝政治人物。
宋丰绥為监生出身。曾于乾隆三十四年（1769年）接替蒋允焄任福州府知府一职。升甘肅肅州兵備道。官至陝西按察使。